# Lullus mainzi érsek
Lullus vagy Lul (705 körül – 786. október 16.) mainzi érsek 755-től haláláig.
Lullus Malmesburyben nevelkedett, majd Rómába zarándokolt. Útjáról visszatérve 732-ben Szent Bonifác szolgálatába lépett, aki Türingiába küldte misszionáriusnak. 751-ben Bonifác püspökké szentelte és utódjául szemelte ki, így Bonifác halála után, 754-ben mainzi érsek lett. Részt vett 769-es a római zsinaton, mint a Frank Birodalom egyik legtekintélyesebb püspöke. Több, mint 30 évnyi működés után 786-ban hunyt el. Hersfeldben, az általa alapított kolostorban temették el. Halála évfordulóján egy héten át az úgynevezett Lullus ünnepet tartották emlékére a későbbi korokban.